# Aracena (kommun)
Aracena är en kommun i Spanien.   Den ligger i provinsen Provincia de Huelva och regionen Andalusien, i den sydvästra delen av landet, 400 km sydväst om huvudstaden Madrid. Antalet invånare är 7 814.